# 凸孔阔蕊兰
凸孔阔蕊兰（学名：Peristylus coeloceras）为兰科阔蕊兰属下的一个种。